# Mouhet
Mouhet é uma comuna francesa na região administrativa do Centro, no departamento Indre. Estende-se por uma área de 33 km². Em 2010 a comuna tinha 420 habitantes (densidade: 12,7 hab./km²).